# Romanzo di Troia
Il Romanzo di Troia (IPA: /ʁɔ.mɑ̃ də tʁwa/; in lingua originale Roman de Troie) è un romanzo antichizzante (roman d'antiquité) in francese antico scritto da Benoît de Sainte-Maure. L'opera è lunga oltre 30 000 versi ed è composta da coppie di ottosillabi in rima baciata (couplets d'octosyllabes). È stata datata dagli studiosi, su base indiziaria, tra il 1160 e il 1175.

## Datazione
Gli studiosi collegano il Roman de Troie alla corte plantageneta di Enrico II d'Inghilterra per due motivi. Il primo è l'encomio della «riche dame de riche rei» (ricca dama di ricco re, v. 13 468), le cui virtù sono contrastate con l'incostanza e la frivolezza del personaggio di Briseide. Questa dama è generalmente identificata con Eleonora d'Aquitania, ma la vaghezza del riferimento non esclude altre possibili regine o principesse, se non addirittura una lode alla Vergine, come glossato dal copista tardo-duecentesco del manoscritto C1 (Coligny, Fondation Martin Modmer, cod.18). Il secondo motivo è la tradizionale identificazione tra Benoît de Sainte-Maure e il Benoît autore della Chronique des Ducs de Normandie, una lunghissima biografia in versi dei duchi di Normandia che sappiamo essere stata commissionata da Enrico II verso il 1175.

## Materia
Il Roman de Troie narra l'intera storia della guerra di Troia, dalle sue cause più remote alle disavventure degli eroi sopravvissuti: si parte dall'impresa degli Argonauti, che porta alla prima distruzione della città, per passare alla ricostruzione di Troia, al celebre assedio, al tradimento che determina il sacco della città, all'esilio dei troiani e al ritorno in patria dei greci, e si finisce con la morte di Ulisse. L'intera vicenda è raccontata come se gli eroi classici fossero personaggi contemporanei del XII secolo.

## Fonti
Le fonti principali sono due testi latini tardo-antichi, l'Historia de excidio Troiae di Darete Frigio (IV sec. d.C.) e l'Ephemeris Belli Troiani di Ditti Cretese (II sec. d.C.), che in tutto il Medioevo furono considerati resoconti autentici della guerra, scritti da testimoni oculari. Il prologo contiene un violento attacco contro Omero, che essendo vissuto oltre un secolo dopo i fatti narrati viene accusato di aver diffuso una versione fantasiosa di ciò che accadde. Presentando il proprio lavoro come una mise en roman (adattamento in volgare), Benoît segue il filo cronologico delle vicende narrate da Ditti e Darete; nondimeno, riscrive interamente e amplia moltissimo i diversi episodi, in parte integrandoli con altre fonti come le Metamorfosi e le Eroidi di Ovidio (cfr. Medea e Giasone) e in parte inventandoli di sana pianta (cfr. Briseide, Troilo e Diomede).

### Amor et militia
La storia della guerra di Troia vera e propria comprende ventitré battaglie minuziosamente descritte, cui vanno aggiunti vari episodi secondari di carattere militare, per cui le azioni belliche occupano circa un terzo del poema. I restanti due terzi sono dedicati in gran parte a scene diplomatiche (ambascerie, consigli, discorsi, trattative) e, in misura minore, a quattro intermezzi amorosi (Medea e Giasone; Elena e Paride; Briseide, Troilo e Diomede, Polissena e Achille). Il tema alla base di queste vicende è l'insanabile contrasto tra amor et militia, ossia tra il dovere militare (conquista della gloria individuale, difesa della patria e della famiglia) e l'impulso amoroso (malattia d'amore, difficile controllo delle pulsioni). Il testo presenta una visione tragica e negativa dell'amore, molto diversa rispetto all'amore cavalleresco di cui parlano i romanzi cortesi coevi o successivi.

### Stile
Lo stile di Benoît è facile, vivace e scorrevole, anche grazie all'ampio spazio dato al discorso diretto (dialoghi e monologhi). Una particolare attenzione è riservata alle descrizioni, tanto di persone (ritratti degli eroi greci e troiani) quando di oggetti (città di Troia, tombe degli eroi, sala del tesoro). L'autore ama fare sfoggio delle proprie conoscenze storiche e geografiche (descrizione dell'Oriente), ma il suo realismo è impregnato di fascinazione per l'esotico e per il lusso.

## Fortuna
Il testo ebbe grande fortuna durante il Medioevo, tanto da essere l'opera letteraria in francese antico del XII secolo di cui oggi rimangono più manoscritti - 30 completi più una trentina di frammenti. Tra il XII e il XV secolo fu tradotta e ridotta in prosa in molte lingue, dal francese all'italiano, allo spagnolo, al tedesco, al norreno, al greco (in 14.401 versi di quindici sillabe), finanche al russo; la prosificazione (mise en prose) più celebre è quella latina, l'Historia destructionis Troiae (1287) di Guido delle Colonne, forse da identificare con l'omonimo poeta della scuola siciliana. All'episodio di Troilo e Criseide si ispirarono Boccaccio nel Filostrato e poi Shakespeare in The Tragedy of Troilus and Cressida (1601).

## Edizioni
- Aristide Joly, Benoît de Sainte-Maure et le Roman de Troie ou les Métamorphoses d'Homère et l'épopée gréco-latine au Moyen-Âge, 2 volumi, Parigi, Franck, 1870-1871.
- Benoît de Sainte-Maure, Le Roman de Troie, a cura di Léopold Constans, 6 volumi, Société des Anciens Textes Français, Parigi, Firmin Didot, 1904-1912.
- Dario Mantovani, La Guerra di Troia in ottava rima, collana Biblioteca di carte romanze, Ledizioni, 2013[1]
- (FRO, IT) Benoît de Sainte-Maure, Roman de Troie, testo critico di Léopold Constans, introduzione, traduzione italiana e cura di Enrico Benella, prefazione di Lorenzo Renzi, Alessandria, Edizioni dell'Orso, 2019, ISBN 978-88-6274-840-7.[2]